# Christina Lagerson
Signhild Marie Christina Allum Lagerson, född 22 november 1938 i Bromma församling i Stockholm, är en svensk TV-regissör, TV-producent och manusförfattare på SVT och radioproducent på Sveriges Radio i Stockholm.

## Karriär
Lagerson svarade för regi och bearbetning av de två TV-julkalendrar som räknas till de genom tiderna mest populära, Teskedsgumman 1967, repris 1976 och Trolltider 1979, repris 1985 och 1994. Skrev 1975 tillsammans med Ove Magnusson manus till TV-serien Från A till Ö - en resa orden runt. Har producerat ett stort antal TV-produktioner för barn på Kanal 1 respektive TV 2 mellan åren 1966 och 1990. Under 70-talet arbetade hon som inköpare av film och underhållningsprogram på Kanal 1. 
Producerade barn och ugdomsprogram på Kanal 1 och TV2 under 70 och 80 talen, främst med med inriktning på kultur och underhållning. Hon svarade för 1987 års radiojulkalender Bland tomtar och troll med Olof Buckard och regissrade flera sommarlovsteatrar för Barnradion, bland annat Agnes Cecilia, Det som sker det sker, och Tanten, samtliga serier med manus av Maria Gripe. Lagerson skrev tillsammans med Britt G. Hallqvist libretto till familjeoperan Sagoprofessorn, uruppförd 1982 på Kungliga Operan i Stockholm med Ivo Crame'r som regissör. 50  spelade föreställningar under 1980 talet på  Oscarsteatern och Kungliga Operan.
TV-producent, regissör  och manusförfattare sedan 1965 med inriktning på barn, kultur och familjeunderunderhållning.
Verksam som barnteaterpedagog hos Elsa Olenius på Vår Teater, Stockholm. Under flera år turnéledare och regiassistent på Riksteatern, Stockholm. Anställd som regiassistent på Oscarsteatern i Stockholm, Malmö Stadsteater samt Kungliga Operan, Stockholm, bland annat åt Ivo Cramér, Sandro Malmquist och Jackie Söderman.
Började som reklamfilmsinspicient på Svensk Filmindustri, Stockholm. Studier i film och teaterhistoria vid Stockholms Universitet. Erhöll 1984 30.000 kronor av Stockholms Landsting för betydande insatser inom barnkulturen i Sverige.